# Saeid Rajabi
Saeid Rajabi Shirazi (Karaj, 10 marzo 1965) è un ex calciatore ed ex giocatore di calcio a 5 iraniano.

## Carriera
Come massimo riconoscimento in carriera vanta la partecipazione, con la Nazionale di calcio a 5 dell'Iran, al FIFA Futsal World Championship 1992 nel quale la selezione persiana ha ottenuto il quarto posto finale, venendo sconfitta nella finalina dalla Spagna. Rajabi è stato il miglior marcatore del torneo, mettendo a segno 17 reti in 8 partite.